# Amplificador de transimpedància

Fig. 1. Amplificador de transimpedància simplificat

Fig. 2. Amplificador de transimpedància amb un fotodíode polaritzat inversament

En electrònica, un amplificador de transimpedància (TIA) és un convertidor de corrent a tensió, implementat gairebé exclusivament amb un o més amplificadors operacionals. El TIA es pot utilitzar per amplificar la sortida de corrent dels tubs Geiger-Müller, tubs multiplicadors de fotos, acceleròmetres, detectors fotogràfics i altres tipus de sensors a una tensió utilitzable. Els convertidors de corrent a tensió s'utilitzen amb sensors que tenen una resposta de corrent que és més lineal que la resposta de tensió. Aquest és el cas dels fotodíodes on no és estrany que la resposta actual tingui una no linealitat superior a l'1% en un ampli rang d'entrada de llum. L'amplificador de transimpedància presenta una baixa impedància al fotodíode i l'aïlla de la tensió de sortida de l'amplificador operacional. En la seva forma més simple, un amplificador de transimpedància només té una resistència de retroalimentació de gran valor, Rf. El guany de l'amplificador s'estableix per aquesta resistència i com que l'amplificador està en una configuració inversora, té un valor de -Rf. Hi ha diverses configuracions diferents d'amplificadors de transimpedància, cadascuna s'adapta a una aplicació concreta. L'únic factor que tenen en comú és el requisit de convertir el corrent de baix nivell d'un sensor en una tensió. El guany, l'amplada de banda, així com les compensacions de corrent i tensió canvien amb diferents tipus de sensors, i requereixen diferents configuracions d'amplificadors de transimpedància.

## Funcionament DC
Al circuit que es mostra a la figura 1, el fotodíode (que es mostra com a font de corrent) està connectat entre terra i l'entrada inversora de l'amplificador operatiu. L'altra entrada de l'amplificador operacional també està connectada a terra. Això proporciona una càrrega de baixa impedància per al fotodíode, que manté la tensió del fotodíode baixa. El fotodíode funciona en mode fotovoltaic sense polarització externa. L'alt guany de l'amplificador operacional manté el corrent del fotodíode igual al corrent de retroalimentació a través de R f . La tensió de compensació d'entrada a causa del fotodíode és molt baixa en aquest mode fotovoltaic autopolaritzat. Això permet un gran guany sense cap gran tensió de compensació de sortida. Aquesta configuració s'utilitza amb fotodíodes que s'il·luminen amb nivells de llum baixos i requereixen molt guany.
El guany de corrent continu i de baixa freqüència d'un amplificador de transimpedància ve determinat per l'equació {\displaystyle -I_{\text{in}}={\frac {V_{\text{out}}}{R_{\text{f}}}},}per tant {\displaystyle {\frac {V_{\text{out}}}{I_{\text{in}}}}=-R_{\text{f}}} Si el guany és gran, qualsevol tensió de compensació d'entrada a l'entrada no inversora de l'amplificador operatiu donarà lloc a una compensació de CC de sortida. Un corrent de polarització d'entrada al terminal inversor de l'amplificador operacional donarà lloc a un desplaçament de sortida de la mateixa manera. Per minimitzar aquests efectes, els amplificadors de transimpedància solen dissenyar-se amb amplificadors operacionals d'entrada de transistor d'efecte de camp (FET) que tenen tensions de compensació d'entrada molt baixes.
També es pot utilitzar un TIA inversor amb el fotodíode que funciona en el mode fotoconductor, tal com es mostra a la figura 2. Una tensió positiva al càtode del fotodíode aplica una polarització inversa. Aquest biaix invers augmenta l'amplada de la regió d'esgotament i redueix la capacitat de la unió, millorant el rendiment d'alta freqüència. La configuració fotoconductora d'un amplificador de fotodíode de transimpedància s'utilitza quan cal una amplada de banda més gran. El condensador de retroalimentació C f sol ser necessari per millorar l'estabilitat.